# De Heilige Familie met de libel
De Heilige Familie met de libel is een kopergravure van de Duitse renaissancekunstenaar Albrecht Dürer, gemaakt omstreeks 1493—1497.
De gravure is 236 × 186 millimeter groot en toont zowel de Heilige Familie als de heilige drie-eenheid. Afgebeeld zijn Jozef en Maria met het kind Jezus, samen met een libel, gesitueerd in een landschap. God en de Heilige Geest staan afgebeeld op de achtergrond. De gravure genoot enige bekendheid en er werden al snel roofdrukken van gemaakt. Afdrukken van de gravure bevinden zich in de collecties van verschillende musea, waaronder het Rijksmuseum en de Koninklijke Collectie van het Verenigd Koninkrijk.
De gravure toont de Heilige Maagd die het kindje Jezus bij haar gezicht houdt. Ze zit op een met gras bedekt bankje en achter haar slaapt Jozef op de grond. God zetelt tussen de wolken in de hemel, hoog boven de Heilige Familie. Voor hem vliegt een duif, die symbool staat voor de Heilige Geest. Tezamen met Jezus vormen God en de duif de heilige drie-eenheid. Op de achtergrond is een pakhuis met een lier te zien. Hierachter ligt baai met een schip en een haven, en aan de kust een aantal huizen met in het midden een toren. In de rechterbenedenhoek, op de zoom van Maria's jurk zit een libel. Soms wordt er gesteld dat het niet om een libel, maar om een vlinder gaat. De vlinder was het symbool van de opwekking en de verlossing van de ziel, vanwege de bijzondere levensloop van het beestje, waarin het van een rups in een gevleugeld insect verandert. Als het daadwerkelijk om een vlinder gaat, dan zou dit een verwijzing kunnen zijn naar het lot van het kleine kindje Jezus, en zodoende een bijkomende, betekenisvolle laag aan de gravure geven. Na deze gravure maakte Dürer nog vele afbeelding van de Heilige Maagd met het kindje Jezus. Op Dürers Aanbidding der Wijzen is de vlinder of libel opnieuw terug te vinden, dicht bij de Heilige Maagd en Jezus.
Dürer graveerde diepe lijnen in zijn vroege gravures. Hierdoor konden er veel afdrukken van gemaakt worden voordat de plaat volledig versleten was. De Heilige Familie is de eerste gravure waarop Dürer zijn monogram plaatste: een in elkaar verstrengelde A en D. Het is de enige keer dat Dürer de "D" als een kleine letter afbeeldde. De afdrukken van de gravure werden verkocht in winkels, straatstalletjes, op jaarmarkten en door reizende marskramers zoals Contz Sweizer, die vanaf 1497 in dienst was van Dürer. Ze werden aangekocht door verzamelaars of door geletterden om in boeken geplaatst te worden, waar ze als decoraties dienden. Kunstenaars kochten de prenten om als studiemateriaal te gebruiken. Ook werden de afdrukken aan de muur gehangen als versiering of voor godsdienstige doeleinden.